# 日本電影學院獎最佳動畫片獎
日本電影學院獎最佳動畫片獎（日语：最優秀アニメーション作品賞）是由日本電影學院獎其中一個獎項，於2007年設立，由日本電影學院獎協會舉辦。

## 歷史
雖然日本電影學院獎從1978年開始舉辦，但是並未設置最佳動畫片獎。《魔女宅急便》在1990年獲得第13回日本電影學院獎特別獎，然後《平成狸合战》後來也獲得該獎。宮崎駿執導的動畫片《魔法公主》在1997年夏天上演時為日本當時賣座率最高的電影，也獲得第21回日本電影學院獎最佳影片獎，成為首部獲得該獎項的動畫片。日本動畫導演富野由悠季認為「這是宮崎駿10年導演生涯中的缺口」。《神隱少女》在第25回日本電影學院獎再度獲得最佳影片獎，動畫片第二度獲得該獎項。
2007年，日本電影藝術與科學學院仿照美國電影藝術與科學學院在2001年設立的奧斯卡最佳動畫片獎，設立日本電影學院獎最佳動畫片獎，並選出一部最佳動畫片。五部入圍作品都被視為優秀動畫片。

## 記錄
- 命中率最高的動畫導演：宮崎駿
自獎項成立至今，宮崎駿所執導的動畫電影均能獲獎，由2008年的《崖上的波妞》，到2023年《蒼鷺與少年》期間的三部電影，從未落空，命中率100%。宮崎駿亦是相隔最長時間重奪的動畫導演，2013年獲獎的《風起》及2023年《蒼鷺與少年》，兩部電影剛相隔了10年。

- 獲獎最多的動畫工作室：吉卜力
18部得獎動畫當中，有5部電影是由吉卜力工作室製作，包括《崖上的波妞》、《借物少女艾莉緹》、《來自紅花坂》、《風起》及《蒼鷺與少年》。

- 提名最多，但從未獲獎的動畫系列：名偵探柯南
由獎項設立開始，名偵探柯南系列的動畫電影已入圍12次，但無一獲獎。

## 歷屆得獎

### 2000年代
| 年度   | 作品                       | 導演                         |
| ------ | -------------------------- | ---------------------------- |
| 2006年 | 跳躍吧！時空少女           | 細田守                       |
| 2006年 | 翡翠森林狼与羊             | 杉井儀三郎                   |
| 2006年 | 地海傳說                   | 宮崎吾朗                     |
| 2006年 | 勇者物語                   | 千明孝一                     |
| 2006年 | 名偵探柯南：偵探們的鎮魂歌 | 山本泰一郎                   |
| 2007年 | 惡童                       | Michael Arias                |
| 2007年 | 河童之夏                   | 原惠一                       |
| 2007年 | 福音戰士新劇場版：序       | 庵野秀明 / 摩砂雪 / 鶴巻和哉 |
| 2007年 | 名偵探柯南：紺碧之棺       | 山本泰一郎                   |
| 2007年 | 琴之森                     | 小島正幸                     |
| 2008年 | 崖上的波妞                 | 宮崎駿                       |
| 2008年 | 空中殺手                   | 押井守                       |
| 2008年 | 名偵探柯南：戰慄的樂譜     | 山本泰一郎                   |
| 2008年 | 大雄與綠之巨人傳           | 渡邊步                       |
| 2008年 | ONE PIECE FILM 強者天下    | 境宗久                       |
| 2009年 | 夏日大作戰                 | 細田守                       |
| 2009年 | 福音戰士新劇場版：破       | 庵野秀明 / 摩砂雪 / 鶴卷和哉 |
| 2009年 | 名偵探柯南：漆黑的追跡者   | 山本泰一郎                   |
| 2009年 | 新·大雄的宇宙開拓史        | 腰繁男                       |
| 2009年 | 棄寶之島：遙與魔法鏡       | 佐藤信介                     |

### 2010年代
| 年度   | 作品                                  | 導演                  |
| ------ | ------------------------------------- | --------------------- |
| 2010年 | 借物少女艾莉緹                        | 米林宏昌              |
| 2010年 | 大雄的人魚大海戰                      | 楠葉宏三              |
| 2010年 | ONE PIECE 3D 追逐草帽大冒險           | 佐藤宏幸              |
| 2010年 | Colorful 多彩奇幻之旅                 | 原惠一                |
| 2010年 | 名偵探柯南：天空的劫難船              | 山本泰一郎            |
| 2011年 | 來自紅花坂                            | 宮崎吾朗              |
| 2011年 | K-ON!                                 | 山田尚子              |
| 2011年 | 豆腐小僧                              | 河原真明              |
| 2011年 | 手塚治虫的佛陀 美麗的紅色沙漠         | 森下孝三              |
| 2011年 | 名偵探柯南：沉默的15分鐘              | 山本泰一郎 / 靜野孔文 |
| 2012年 | 狼的孩子雨和雪                        | 細田守                |
| 2012年 | 福音戰士新劇場版：Q                   | 庵野秀明              |
| 2012年 | 給小桃的信                            | 沖浦啟之              |
| 2012年 | 麻吉妖怪島                            | 山崎貴 / 八木龍一     |
| 2012年 | ONE PIECE FILM Z                      | 長峯達也              |
| 2013年 | 風起                                  | 宮崎駿                |
| 2013年 | 輝耀姬物語                            | 高畑勳                |
| 2013年 | 宇宙海盜哈洛克                        | 荒牧伸志              |
| 2013年 | 劇場版 魔法少女小圓［新篇］叛逆的物語 | 新房昭之 / 宮本幸裕   |
| 2013年 | 鲁邦三世VS名侦探柯南 THE MOVIE        | 龜垣一                |
| 2014年 | STAND BY ME 哆啦A夢                   | 山崎貴 / 八木龍一     |
| 2014年 | 回憶中的瑪妮                          | 米林宏昌              |
| 2014年 | 喬瓦尼之島                            | 西久保瑞穗            |
| 2014年 | 名偵探柯南：異次元的狙擊手            | 靜野孔文              |
| 2014年 | 佛陀2：無盡的旅程                     | 小村敏明              |
| 2015年 | 怪物的孩子                            | 細田守                |
| 2015年 | 好想大聲說出心底的話。                | 長井龍雪              |
| 2015年 | 百日紅                                | 原惠一                |
| 2015年 | 七龍珠Z 復活的F                       | 山室直儀              |
| 2015年 | LoveLive! 學園偶像電影                | 京極尚彥              |
| 2016年 | 謝謝你，在世界角落中找到我            | 片淵須直              |
| 2016年 | 電影版 聲之形                         | 山田尚子              |
| 2016年 | ONE PIECE FILM GOLD                   | 宮元宏彰              |
| 2016年 | 黑貓魯道夫                            | 湯山邦彦、榊原幹典    |
| 2016年 | 你的名字。                            | 新海誠                |
| 2017年 | 春宵苦短，少女前進吧！                | 湯淺政明              |
| 2017年 | 煙花，應該和誰看                      | 新房昭之              |
| 2017年 | 瑪麗與魔女之花                        | 米林宏昌              |
| 2017年 | 名偵探柯南：唐紅的戀歌                | 静野孔文              |
| 2017年 | 午睡公主～不為人知的故事～            | 神山健治              |
| 2018年 | 未來的未來                            | 細田守                |
| 2018年 | 名偵探柯南：零的執行人                | 立川讓                |
| 2018年 | 溫泉屋小女將                          | 高坂希太郎            |
| 2018年 | 七龍珠超 布羅利                       | 長峯達也              |
| 2018年 | 企鵝公路                              | 石田祐康              |
| 2019年 | 天氣之子                              | 新海誠                |
| 2019年 | 知道天空有多藍的人啊                  | 長井龍雪              |
| 2019年 | 名偵探柯南：紺青之拳                  | 永岡智佳              |
| 2019年 | 魯邦三世 THE FIRST                    | 山崎貴                |
| 2019年 | 航海王：奪寶爭霸戰                    | 大塚隆史              |

### 2020年代
| 年度   | 作品                             | 導演                                             |
| ------ | -------------------------------- | ------------------------------------------------ |
| 2020年 | 鬼滅之刃劇場版 無限列車篇        | 外崎春雄                                         |
| 2020年 | 劇場版 紫羅蘭永恆花園            | 石立太一                                         |
| 2020年 | 電影 煙囪小鎮的普佩              | 廣田裕介                                         |
| 2020年 | 喬瑟與虎與魚群動畫版             | 田村耕太郎（タムラコータロー）                   |
| 2020年 | STAND BY ME 哆啦A夢 2            | 八木龍一、山崎貴                                 |
| 2021年 | 福音戰士新劇場版：終             | 庵野秀明（總導演）、鶴卷和哉、中山勝一、前田真宏 |
| 2021年 | 劇場版 咒術迴戰 0                | 朴性厚                                           |
| 2021年 | 龍與雀斑公主                     | 細田守                                           |
| 2021年 | 讓我聽見愛的歌聲                 | 吉浦康裕                                         |
| 2021年 | 漁港的肉子                       | 渡邊步                                           |
| 2022年 | THE FIRST SLAM DUNK              | 井上雄彥                                         |
| 2022年 | 犬王                             | 湯淺政明                                         |
| 2022年 | 鏡之孤城                         | 原惠一                                           |
| 2022年 | 鈴芽之旅                         | 新海誠                                           |
| 2022年 | ONE PIECE FILM RED               | 谷口悟朗                                         |
| 2023年 | 蒼鷺與少年                       | 宮崎駿                                           |
| 2023年 | 鬼太郎誕生 咯咯咯之謎            | 古賀豪                                           |
| 2023年 | 窗邊的小荳荳                     | 八锹新之介                                       |
| 2023年 | 名偵探柯南：黑鐵的魚影           | 立川讓                                           |
| 2023年 | BLUE GIANT 藍色巨星              | 立川讓                                           |
| 2024年 | 驀然回首                         | 押山清高                                         |
| 2024年 | 一起加油吧                       | 櫻木優平                                         |
| 2024年 | 機動戰士鋼彈SEED FREEDOM         | 福田己津央                                       |
| 2024年 | 劇場版 排球少年！！ 垃圾場的決戰 | 滿仲勸                                           |
| 2024年 | 名偵探柯南：100萬美元的五稜星    | 永岡智佳                                         |

## 備註
1. ↑  該電影的音樂製作RADWIMPS同時贏得該屆日本電影學院獎最佳音樂獎[18]

## 外部連結
- 日本電影學院獎官方網站 （页面存档备份，存于） - （日語）